# Béla Kádár
Béla Kádár (Budapest, 7 aprile 1877 – Budapest, 31 dicembre 1955) è stato un pittore ungherese.
Artista simbolo della cultura delle avanguardie storiche dei primi trent'anni del ‘900 ha attraversato con stile personale e fortemente riconoscibile i principali movimenti artistici: espressionismo, costruttivismo, cubo-futurismo.

## Biografia
Talentuoso sin dalle prime prove da autodidatta, sperimenta la pittura parietale studiando e rielaborando tematiche popolari ungheresi. Parte quindi per Parigi e Berlino, che diventeranno in quegli anni le sue città di adozione, contaminandosi con i nuovi momenti modernisti e i nuovi fermenti culturali. Nel 1923 viene invitato da Herwath Walden, editore di Sturm, ad esporre insieme al gruppo di Paul Klee, Wassily Kandinsy, Franz Marc, Marc Chagall. È in questa occasione che conosce Katerine Dreier che lo introduce negli ambienti di New York, città nella quale realizza due importanti personali, vendendo le sue opere anche al Brooklyn Museum of Art. In Ungheria è oggi celebrato come uno dei maestri del secolo.